# Oryza australiensis
Espèce
Oryza australiensis est une espèce de plantes monocotylédones de la famille des Poaceae, sous-famille des Oryzoideae, originaire d'Australasie. 
Ce sont des plantes herbacées vivaces cespiteuses, aux rhizomes allongés et au tiges (chaumes) dressées, pouvant atteindre 100 à 220 cm de long.
Cette espèce au génome diploïde du type EE a été rattachée au complexe d'espèces Oryza officinalis.